# Mildella fallax
Mildella fallax (M.Martens & Galeotti) G.L.Nesom es un helecho, miembro de la familia Pteridaceae. El nombre del género (Mildella) fue dado en honor al botánico alemán Carl August Julius Milde quien vivió entre 1824 y 1871, la especie (M. fallax) es la palabra latina para “engañoso”.

## Clasificación y descripción
Rizoma: corto, horizontal o ascendente, con escamas con el centro negro;  frondes: de hasta 39 cm de alto, creciendo en forma de manojo; pecíolo: de 1/2 a 2/3 del largo de la fronda; lámina: pinnada-pinnatifida a bipinnada; pinnas: los primeros 3 a 5 pares son divididos, mientras que los últimos no, los márgenes de los segmentos (pinnulas) tienen el margen aserrado; soros: marginales; indusio: ciliado.

## Distribución
Tiene una distribución desde el norte de México hasta Guatemala.

## Hábitat
Es terrestre, prefiere bosques de encino, pino y mixtos, requiere de sitios húmedos y sombreados entre las rocas o la hojarasca.

## Estado de conservación
En México no se encuentra en ninguna categoría de protección de la NOM059. Tampoco está en alguna categoría en la lista roja de la IUCN (International Union for Conservation of Nature). Ni en CITES (Convención sobre el Comercio Internacional de Especies Amenazadas de Fauna y Flora Silvestres).